# Heinrich Leopold Schoeller
Heinrich Leopold Schoeller (10. června 1792 Schleiden – 18. prosince 1884 Düren) byl významný textilní podnikatel působící v 19. století v Německu a na území Rakouska-Uherska.

## Život a dílo
Heinrich Leopold Schoeller se narodil ve Schleidenu (na německo-belgických hranicích) jako syn výrobce sukna Johanna Arnolda Schoellera (1747–1831). V otcově dílně se vyučil soukenickému řemeslu a v roce 1813 otevřel vlastní obchod s textiliemi v Amsterdamu.
V roce 1820 se oženil s Emilií Schöller (1800–1854), dcerou starosty Düsseldorfu Philippa Schöllera, se kterou měl sedm dětí.
Jako podnikatel působil na mnoha místech v Evropě, jeho bydlištěm však zůstalo po celý život město Düren, kde zemřel ve věku 92 let a byl pochován na evangelickém hřbitově.

### Podnikání ve výrobě textilií
Jeho podnikatelská kariera začala v roce 1815, kdy převzal se svým bratrem Carlem Friedrichem Schoellerem (1784–1860) otcovu soukenickou továrnu v Dürenu.
V roce 1819 koupil spolu s bratry Carlem Friedrichem a Johannem Petrem (1778–1838) v Brně na Cejlu od firmy Hopf a Bräunlich budovy textilní továrny a založili filiálku dürenské firmy pod jménem Gebr. Schoeller k. k. Feintuch- und Wollwarenfabrik. Vedení provozu svěřili jejich synovci Philippu Wilhelmovi (1797–1877). Dynastie Schoellerů vlastnila brněnskou továrnu až do konfiskace československým státem v roce 1945.
V roce 1842 se rozešel jako spolumajitel s bratrem Carlem Friedrichem a založil v Dürenu vlastní výrobu sukna zvanou Leopold Schoeller & Söhne.
O rok později koupil přádelnu česané vlny ve Vratislavi (kterou potom vedl jeho syn Rudolph) a od roku 1851 se podílel na přádelně lnu v Dürenu.
V roce 1854 zavedl ve své dürenské firmě se strojní výrobou koberců. Pod názvem „Teppichkontor“ se tam tkaly koberce z osnov barvených speciální technologií (podle patentů, které Schoeller zakoupil v Anglii). Výrobu koberců provozují Leopoldovi potomci (pod názvem Anker-Teppichboden) ještě v 21. století.

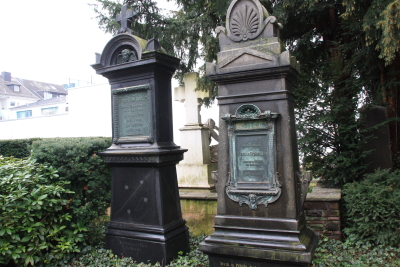
Hrob Heinricha Leopolda Schoellera v Dürenu

### Podnikání v netextilních oborech
Heinrich Leopold Schoeller se podílel svým kapitálem na projektech např. v těžbě uhlí v Cáchách (1848), cukrovarnictví ve Slezsku a v Porýní (1869).

### Veřejná a sociální činnost
Schoeller byl 30 let radním města Dürenu, od roku 1847 byl poslancem Pruského zemského sněmu, v roce 1856 byl jmenován pruským tajným komerčním radou.
Pro své zaměstnance zřídil nemocenské a invalidní pojištění, v Dürenu finančně podporoval zařízení evangelické církve a v roce 1828 nechal zřídit rodinnou školu pro chlapce.